# 手の太陰肺経
手の太陰肺経（てのたいいんはいけい、中国語 手太陰肺經 shǒu tàiyīn fèijīng、英:The lung Meridians of Hand-taiyinもしくはShoutaiyin feijing）とは肺経に属する手を流れる陰経の経絡である。肺と大腸は共に中国の五行（木、火、土、金、水）でいうと金に属するため密接な関係を持つ。また、流注によると肺はもとより、喉のまわりを取り囲んでいるため風邪にこの肺経の経穴を使うこともある。肺経の募穴は中府穴。
国際表記はLUと表記する。

## 流注
中焦（中脘）に起こり、下って水分穴で大腸を絡い、還って胃口を循り、膈を上って肺に属する。ついで気管、喉頭を循り、横に腋下に出て上腕内側を循り、少陰・心主の前を行き肘窩（尺沢穴）に下る。
前腕の前面橈側を循って橈骨動脈拍動部に入り、母指球より母指末端に終わる。
その支なるものは、手関節の上（列缺穴）より示指の末端に入り手の陽明大腸経に連なる。

## 手の太陰肺経に所属する経穴の一覧
以下に出てくる寸、分などの尺は骨度法、同身寸法参照。

### LU1.中府（ちゅうふ）
【別名】肺募（はいぼ）
取穴部位：雲門穴の下1寸、華蓋穴の外方6寸
要穴：肺経の募穴
筋肉：大胸筋、小胸筋
運動神経：胸筋神経
知覚神経：鎖骨上神経
血管：胸肩峰動脈（腋窩動脈の枝）
意義：中府とは疾病の反応が強く現れるところにある穴という意味。又、中は中焦を意味し、中焦の気がここに集まるともいう。
参考：中府の別名には膺中外兪『霊枢・五邪篇』、膺兪『素問・水熱穴論篇』、膺中兪『甲乙経』、肺募『千金要方』、府中兪『鍼灸大成』などがある。

### LU2.雲門（うんもん）
取穴部位：鎖骨下窩にあり、烏口突起の内縁、腋窩動脈拍動部
筋肉：三角筋と大胸筋の間
運動神経：胸筋神経、腋窩神経
知覚神経：鎖骨上神経
血管：腋窩動脈
意義：雲門とは外界の生気が出入りするところで、肺と関係のある穴という意味

### LU3.天府（てんぷ）
取穴部位：上腕前外側、上腕二頭筋外側縁、腋窩横紋前端の下方３寸
　　（旧）上腕部にあり、腋窩横紋前端から尺沢穴に向かい下3寸、上腕二頭筋の筋溝（長頭と短頭の間）
筋肉：上腕二頭筋
運動神経：筋皮神経
知覚神経：内側上腕皮神経、外側上腕皮神経
意義：天府とは外界の生気が集まる反応点という意味
参考：取穴部位はWHO決定後、変更になった穴である。

### LU4.俠白（きょうはく）
取穴部位：上腕前外側、上腕二頭筋外側縁、腋窩横紋前端の下方４寸
　　（旧）上腕部にあり、腋窩横紋前端から尺沢穴に向かい下4寸、上腕二頭筋の筋溝（長頭と短頭の間）
筋肉：上腕二頭筋
運動神経：筋皮神経
知覚神経：内側上腕皮神経、外側上腕皮神経
意義：俠白とは肺をはさむ部分にある穴という意味
参考：取穴部位はWHO決定後、変更になった穴である。

### LU5.尺沢（しゃくたく）
取穴部位：肘窩横紋上にあり、上腕二頭筋腱の橈側
要穴：合水穴
筋肉：上腕二頭筋腱、上腕筋、腕橈骨筋
運動神経：筋皮神経、橈骨神経
知覚神経：内側上腕皮神経、外側上腕皮神経
血管：橈側反回動脈
意義：尺沢とは尺中（肘窩）において邪気がよく反応するところにある穴という意味

### LU6.孔最（こうさい）
取穴部位：尺沢と太淵を結ぶ線の中点の上方１寸、太淵の上方７寸、（尺沢の下方５寸）
　　（旧）前腕前橈側にあり、太淵の上方７寸、尺沢穴の下3寸
要穴：郄穴
筋肉：腕橈骨筋
運動神経：橈骨神経
知覚神経：外側前腕皮神経
血管：橈骨動脈
意義：孔最とは急性症状の反応がよく現れるところにある穴という意味
参考：取穴部位はWHO決定後、変更になった穴である。変更理由は、旧では前腕（尺沢～太淵）を１尺として取穴していたが、新では前腕を１尺２寸として取穴している。それにより、尺沢からの距離が変更となった。

### LU7.列欠（れっけつ）[2]
【旧名】列缺（れっけつ）
取穴部位：前腕橈側、長母指外転筋腱と短母指伸筋腱との間、太淵の上方１寸５分
　　（旧）前腕前橈側にあり、太淵穴から尺沢穴に向かい上1寸5分で、橈骨動脈拍動部のやや橈側、橈骨茎状突起と長母指屈筋腱との間
要穴：絡穴、四総穴、八脈交会穴
筋肉：腕橈骨筋腱
運動神経：橈骨神経
知覚神経：外側前腕皮神経
血管：橈骨動脈
意義：列欠とは本経から絡脈（分枝）が分かれるところにある穴という意味
参考：取穴部位はWHO決定後、部位と名称の漢字が変更になった穴である。

### LU8.経渠（けいきょ）
取穴部位：前腕前外側、橈骨下端の橈側で最も高くなっているところと橈骨動脈との間、太淵の上方１寸
　　（旧）前腕前橈側にあり、太淵穴の上1寸、橈骨茎状突起が最も突出した部の内側、橈骨動脈拍動部
要穴：経金穴
筋肉：腕橈骨筋腱
運動神経：橈骨神経
知覚神経：外側前腕皮神経
血管：橈骨動脈
意義：経渠とは脈気が勢いよく流れる溝、すなわち橈骨動脈部にある穴という意味
参考：取穴部位はWHO決定後、部位が変更になった穴である。

### LU9.太淵（たいえん）
取穴部位：手関節前外側、橈骨茎状突起と舟状骨の間、長母指外転筋腱の尺側陥凹部
　　（旧）手関節前面横紋の橈側端の陥凹部、橈骨動脈拍動部
要穴：兪土穴、原穴、脈会
筋肉：屈筋支帯
知覚神経：外側前腕皮神経
血管：橈骨動脈
意義：太淵は肺経の原穴であり、兪穴であるから反応がよく現れるところである。
参考：取穴部位はWHO決定後、部位が変更になった穴である。

### LU10.魚際（ぎょさい）
取穴部位：第１中手骨中点の橈側、赤白肉際
　　（旧）第１中手指節関節の上、橈側陥凹部、表裏の肌目（境）
要穴：栄火穴
筋肉：短母指外転筋
運動神経：正中神経
知覚神経：橈骨神経浅枝、正中神経浅枝
血管：橈骨動脈
意義：魚際とは母指球のほとりにある穴という意味
参考：取穴部位はWHO決定後、変更になった穴である。その他、本穴の取穴部位には『第１中手骨底の上外側』という説もある。　

### LU11.少商（しょうしょう）
取穴部位：母指橈側爪甲根部、爪甲の角を去ること1分
要穴：井木穴
筋肉：短母指外転筋
知覚神経：橈骨神経浅枝
血管：母指主動脈の枝
意義：少商とは肺経の末端にある穴という意味

## 音声用肺経経穴名一覧
チューフ　　ウンモン　　テンプ　　キョーハク　　シャクタク　　コーサイ　　レッケツ　　ケイキョ　　タイエン　　ギョサイ　　ショーショー

## 手太陰肺経病
主に肺脹（脹満感）、咳喘、胸悶、欠盆中痛、息切れ、肩背痛、悪寒発熱、自汗、上腕・前腕内側前面部痛などが起こるとされている。